# Kayıp
 (срп. Изгубљен) турска је телевизијска серија, снимана 2013. и 2014.
Сви имају неку тајну, али свака тајна има своју цену!
Кемал Оздемир живи са женом Лејлом и имају двоје деце, Керема и Јасемин. Имају живот на коме би многи позавидели - сувласници су великог Шарман холдинга и живе лагодно.
Једне вечери, када Кемал и Лејла оду на добротворну забаву, двојица полицајаца одводе Керема. Док родитељи покушавају да сазнају разлоге због кога им је дете одведено, Лејла добија поруку у којој пише да ће дете бити убијено уколико оду у полицију.
Без могућности да се обрате полицији, Кемал и Лејла уз помоћ породичног адвоката ангажују бившег полицајца, Мехмета Катранџија. Када Мехмет упозна све чланове породице, схватиће да је случај далеко озбиљнији и компликованији него што се чини. По његовом мишљењу, сви блиски породици су осумњичени, осим Лејле, која страховито пати због синовог нестанка.
Керемов мистериозни нестанак ће довести до хаоса у односима између чланова породице Оздемир и Шарман, што ће кулминирати откривањем најмрачнијих тајни сваког члана породице.

## Улоге
| Глумац:              | Улога:               |
| -------------------- | -------------------- |
| Мете Хорозоглу       | Мехмет Катранџи      |
| Асли Енвер           | Озлем Албајрак       |
| Кан Ташанер          | Кемал Оздемир        |
| Долунај Сојсерт      | Лејла Шарман Оздемир |
| Илкер Калели         | Фаик Фалко Шашмаз    |
| Куршат Алниачик      | Мурат Шарман         |
| Мендерес Саманџилар  | Хасан Делиорман      |
| Ферит Каја           | Бекир Чимен          |
| Ерхан Џан Картал     | Керем Оздемир        |
| Јунус Емре Терзиоглу | Фахри Шашмаз         |
| Ешреф Сејитоглу      | Билал Токлу          |
| Јилдирај Шахинлер    | Метин Сонмез         |
| Берк Ерчер           | Махир Ерај           |
| Зејнеп Канконде      | Елмаз Токлу          |
| Зејнеп Алтинер       | Јасемин Оздемир      |
| Налан Јавуз          | Џемиле Катранџи      |
| Гизем Акман          | Инџи Катранџи        |
| Бану Фотоџан         | Ђулриз Куртулуш      |
| Нилпери Шахинкаја    | Дефне Шарман Седеф   |